# Viktoria-Luise-Platz (tunnelbanestation)
Viktoria-Luise-Platz är en tunnelbanestation i Berlins tunnelbana som fått sitt namn efter torget Viktoria-Luise-Platz i stadsdelen Schöneberg. Stationen togs i trafik 1 december 1910 och trafikeras av linje U4. En av utgångarna ligger vid Motzstrasse i närheten av Schönebergs gaydistrikt.

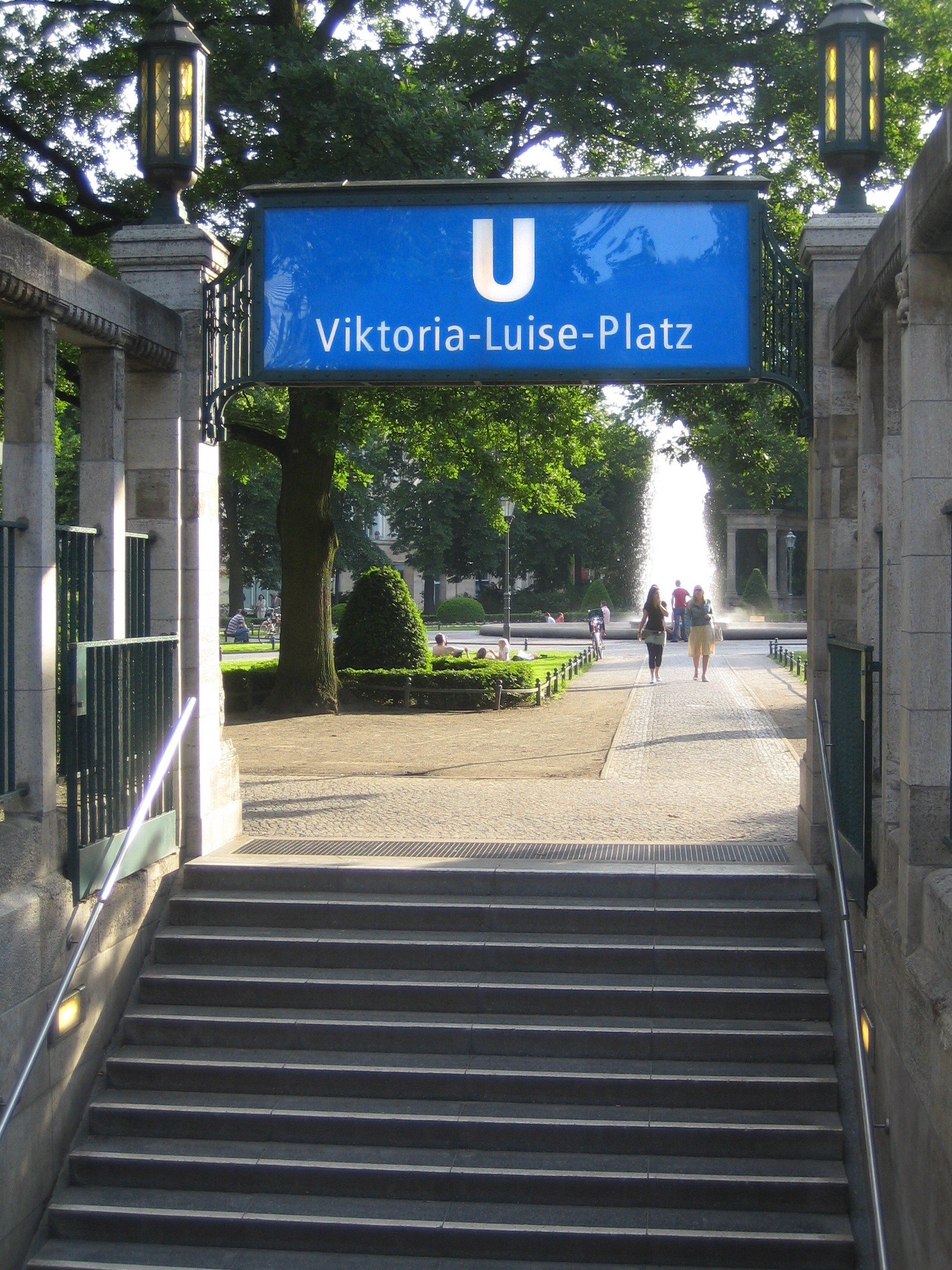
Entrén vid Viktoria-Luise-Platz
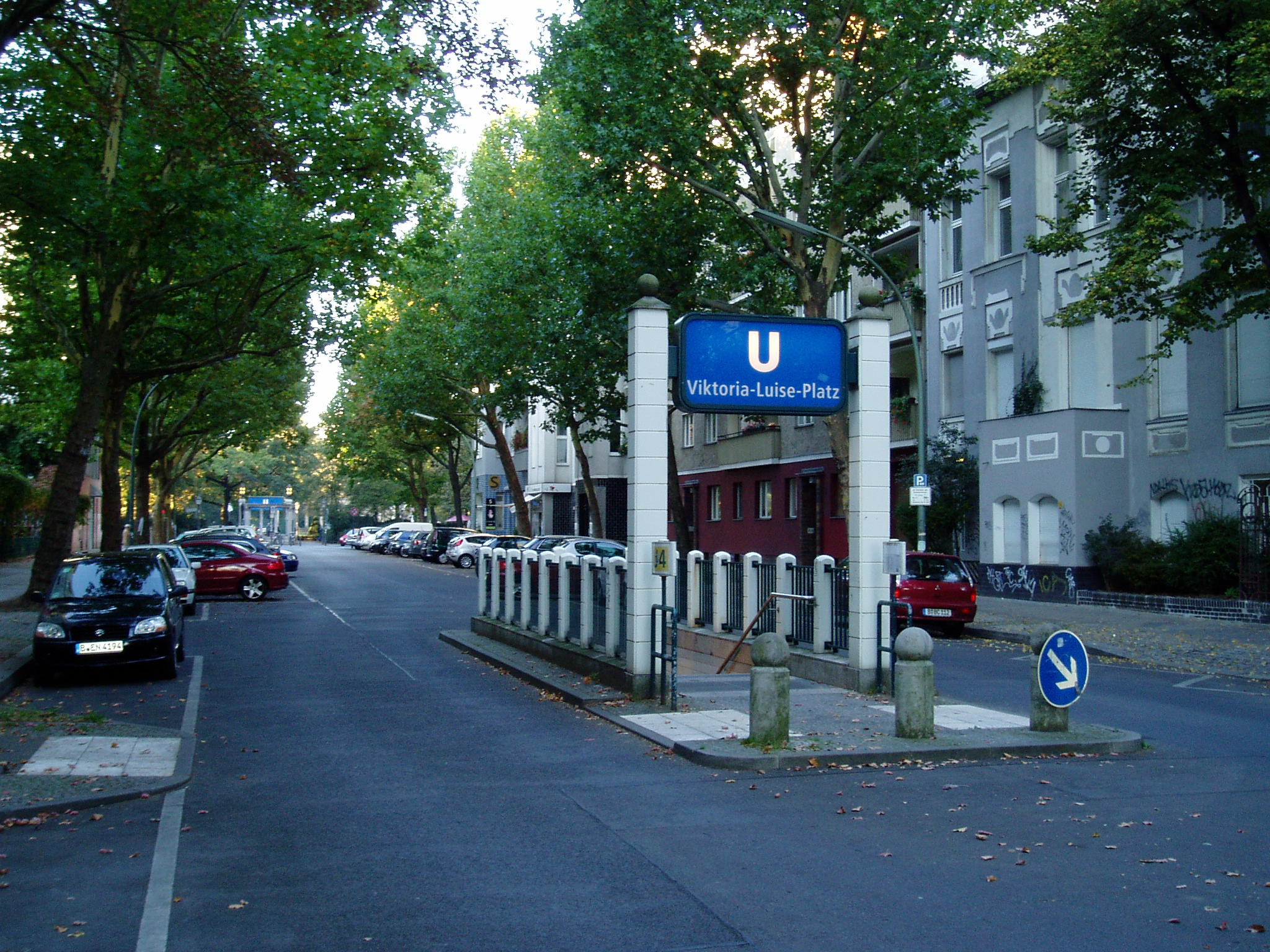
Entrén vid Motzstrasse
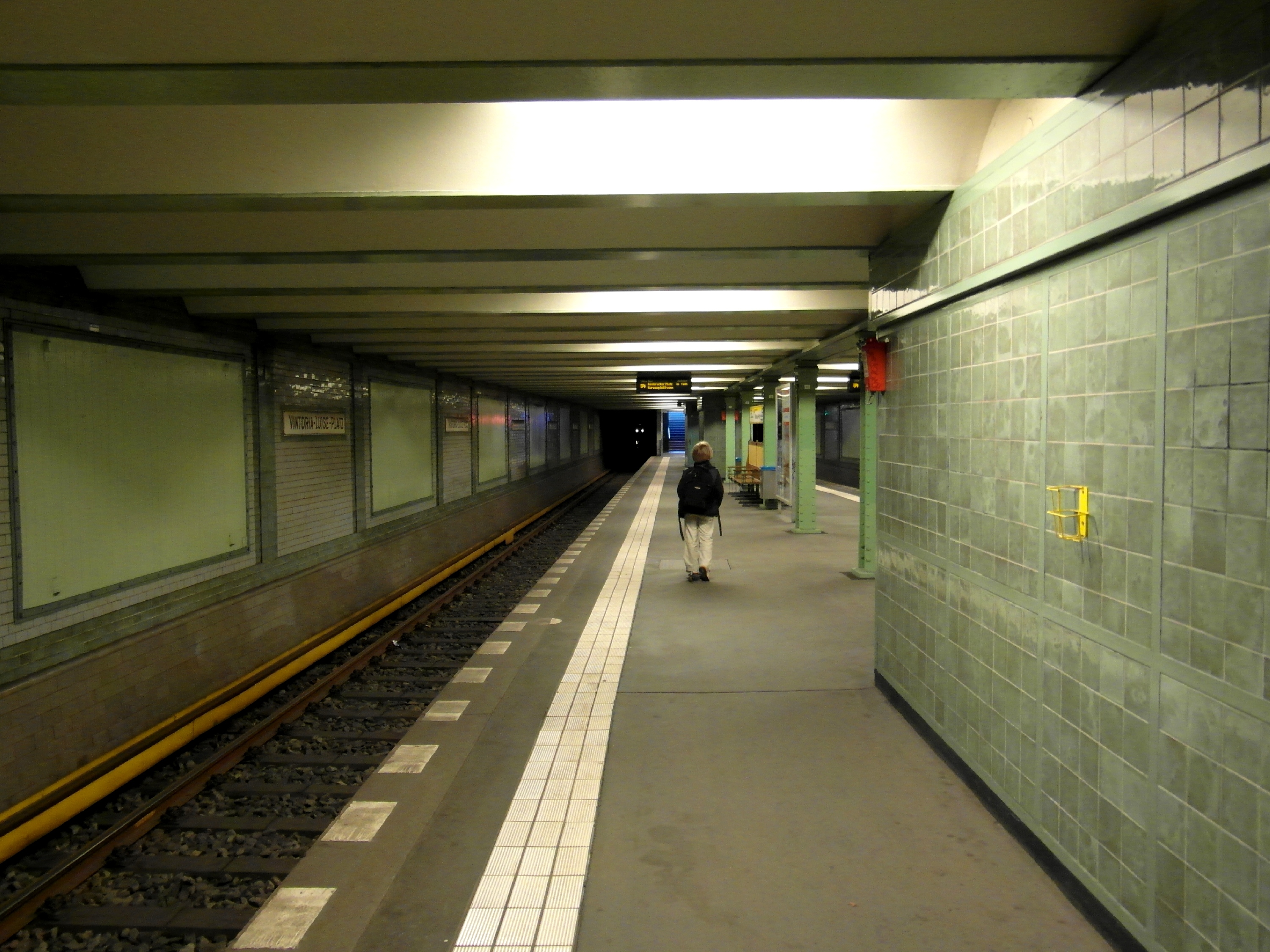
Viktoria-Luise-Platz station
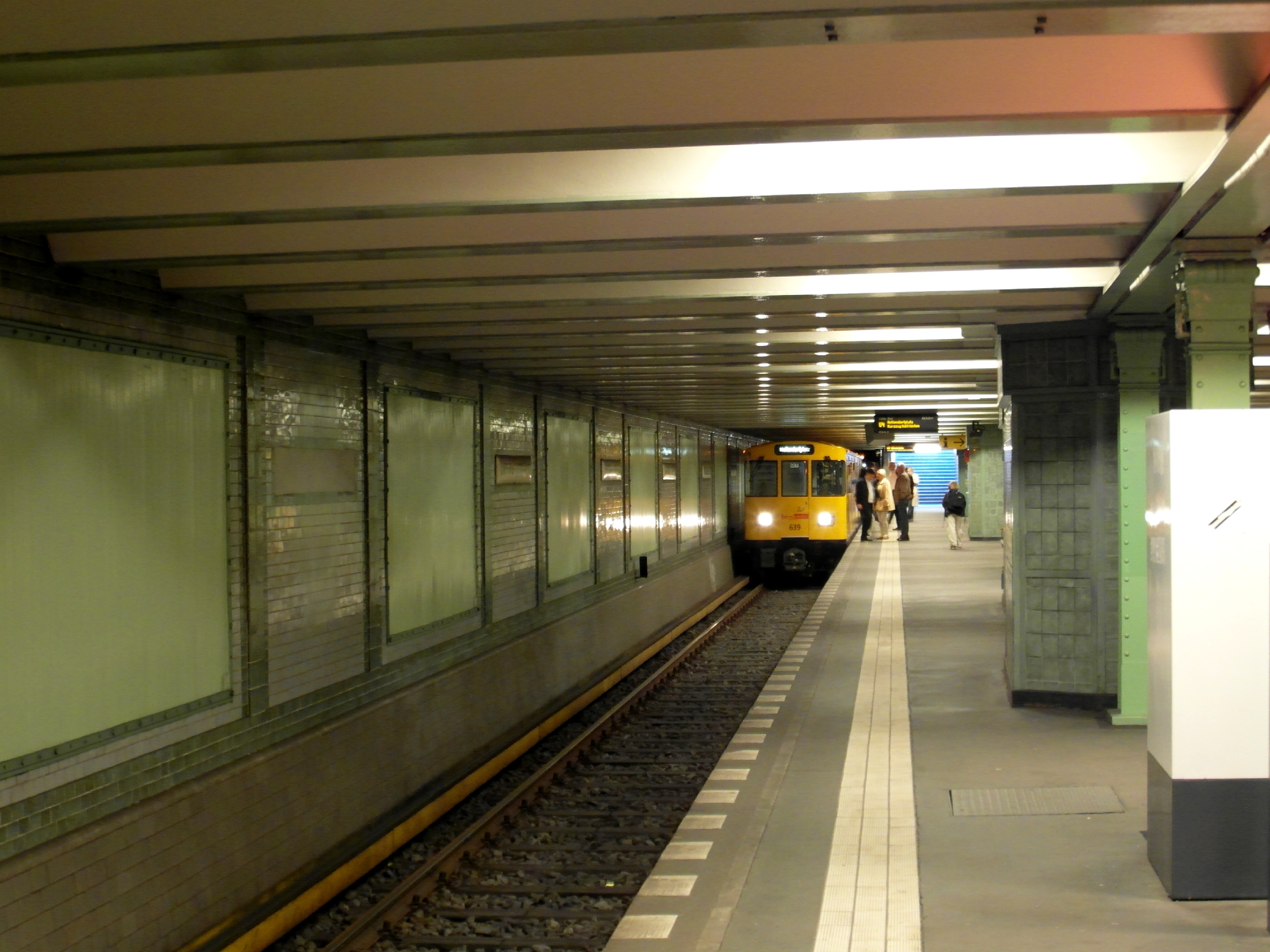